# Mungo (Angola)
Mungo – miasto w Angoli, w prowincji Huambo.